# Civilizația etruscă
Etruscii, un popor de limbă  ne-indoeuropeană, au locuit regiunea din Italia, numită Etruria (cuprinzând Toscana, regiunea de nord a Latiumului și părți din Umbria), începând cu 1000–900 î.Hr. până în sec. I d.Hr., înaintea întemeierii Republicii Romane. Distins prin limbajul său unic, această civilizație a rezistat înainte de cele mai timpurii inscripții etrusce (circa 700 î.Hr.) până la asimilarea sa în Republica Romană, începând cu sfârșitul secolului al IV-lea î.Hr., cu războaiele romano-etrusce.
Cultura, care este identificată etruscă, s-a dezvoltat în Italia după aproximativ 900 î.Hr., aproximativ cu cultura Villanova din epoca fierului, considerată cea mai veche fază a civilizației etrusce., ce la rândul ei a evoluat din cultura Proto-Villanova a epocii bronzului, care s-a manifestat în aceeași zonă. 
Acesta din urmă a dat naștere în secolul al VII-lea î.Hr. unei culturi care a fost influențată de cultura greacă veche, în timpul perioadei arhaice (perioada orientalizării) și a perioadei elenistice.

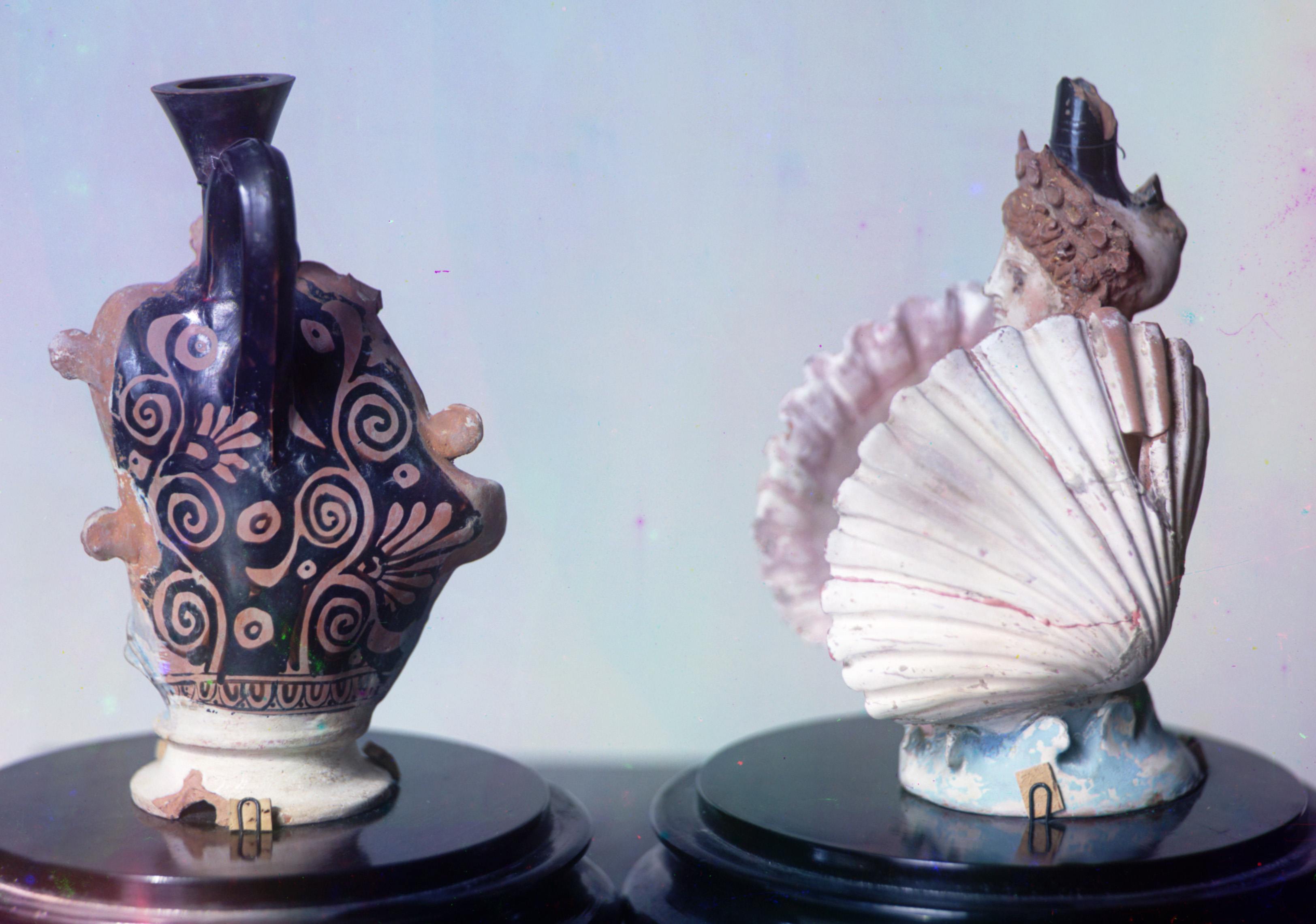
Exemplu de ceramică etruscă

## Origini
Originea etruscilor a stârnit numeroase controverse, cuvântul etrusc provenind din: Trusci, Etruri sau Etrusci, dupa cum îi numeau romanii, și Tyrsanoi în limba elină.  Endonimul etruscilor era Razenna sau Razna.
Există două teorii privind originea etruscilor în Italia: una a imigrării, cealtaltă a autohtoniei. Potrivit lui Herodot, etruscii au provenit din regiunea anatoliană Lidia (Lydia) și de pe unele insule din Marea Egee (îndeosebi Lemnos), iar Dionis din Halicarnas era de părere că etruscii erau autohtoni în Etruria. În baza celor mai recente evaluări științifice (susținute mai nou și de cercetări genetice făcute de un institut italian pe eșantioane significante de populație din Toscana și din regiuni relevante din Grecia și vestul Turciei), ipoteza lui Herodot este cea plauzibilă.
Speculațiile privind originea etruscilor au dus la efectuarea a numeroase studii, începând cu secolele XV-XVI și continuând în prezent. Limba etruscă încă nu este cunoscută bine. Majoritatea informațiilor despre etrusci provin din surse romane.

## Organizarea politică
Centrul etruscilor a fost Toscana, unde etruscii s-au dezvoltat ca agricultori, viticultori și ca artizani ai unei ceramici deosebite. Etruscii au fost considerați mai avansați tehnologic, față de vecinii lor, chiar și decât romanii, minele de plumb, cositor, fier și cupru furnizând materia primă pentru o metalurgie, în care etruscii excelau. Au fost timp de secole principalii furnizori de obiecte de fier în zona Mediteranei (export către Grecia, Fenicia, Cartagina etc.).
Organizarea în orașe-stat pare să fi început în sec. al VIII-lea î.Hr.: Aritim (lat. Arretium; it. Arezzo), Cisra (Caere Vetus; pe elină: Agylla; Cerveteri), Clevsi (Clusium; Chiusi), Curtun (Cortona), Perusna (Perugia), Fufluna sau Pupluna (Populonia), Veii, Tarchna (Tarquinii; Tarquinia-Corneto, cu celebrele morminte pictate), Vetluna (Vetulonia), Felathri (Volaterrae;  Volterra), Velzna (Volsinii; Bolsena) și Velch (Volcii; Vulci), precum și orașele actuale Mantua și Bologna sau pierdutele Atria și Spina. Însăși Roma are la origine o așezare etruscă. Potrivit unora dintre cercetători, toponimul capitalei italiene (inițial Ruma) ar putea fi derivare din numele unei stirpe etrusce, Rumina.

## Vestigii
Cea mai mare colecție de artefacte etrusce se găsește la Muzeul Național „Villa Giulia” din Roma, înființat de Papa Iulius al III-lea. Există numeroase vestigii arheologice în orașele fondate de etrusci și care rezistă până astăzi. Descoperiri importante, care au atras atenția lumii asupra acestei civilizații, au fost mormintele pictate din Tarquinia. În secolul al XIX-lea se declanșase chiar o manie cu privire la etrusci, orice muzeu mândrindu-se cu obiecte etrusce, în defavoarea siturilor arheologice.

## Limba

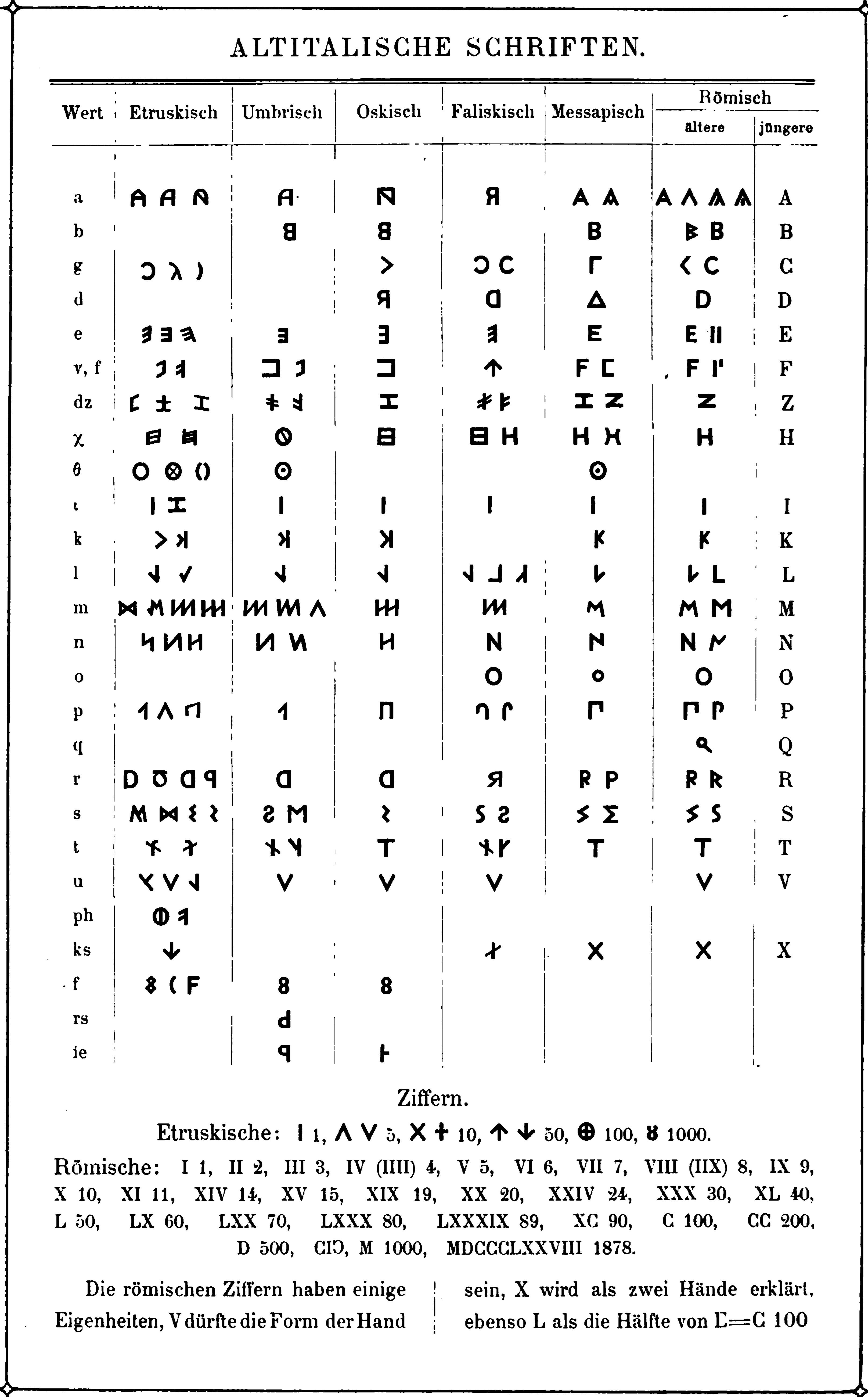
Alfabetul etrusc

Limba etruscă nu făcea parte din limbile indoeuropene, și nu s-a putut identifica o înrudire clară cu o altă limbă. În afara de scurtele texte epigrafice de pe diverse obiecte, ceramică, oglinzi, inscripțiile murale în necropole și pe sicrie, principalele texte cunoscute până în prezent sunt:
- Liber linteus – fâșiile de mumie de la Zagreb. Este cel mai lung text cunoscut redactat în etruscă, o carte veritabilă, scrisă pe pânză, care a fost fragmentată pentru înfășarea unei mumii egiptene. Trei fragmente au dispărut. Mumia se află în muzeul național al Croației din Zagreb. Textul caligrafiat în negru și roșu, pe 12 coloane,  provine din sec. I î.Hr. și conține circa 230 rânduri, respectiv 1.200 de cuvinte lizibile. Repetițiile sugerează un caracter ritual al textului. I se mai spune "calendarul religios", care prevede data și locul pentru fiecare zi ceremoniile dedicate zeităților.

- Tabula capuana – tăblițele de lut de la Capua. Textul constă din zece paragrafe și 62 de rânduri. Astăzi sunt lizibile circa 300 de cuvinte. Textul are caracter religios și conține indicații privind pregătirile pentru ritualul funerar.

- Cippus perusinus. Text unui contract din sec. III sau II î.Hr. de 46 de rânduri și circa 100 de cuvinte reglementează limita dintre proprietățile funciare a două familii.

- 2 table de aur din Pyrgi, aflate la Muzeul Etrusc din Roma. Un text, bilingv, este o dedicație zeiței canaaneene Astarteea (Iștar). Un text, redactat de un "magistrat" al orașului Caere (astăzi Cerveteri), numit Thefarie Velianas, invocă zeița Uni (la greci Hera, la romani Iuno). Alt text, redactat în feniciana punică, conține indicații privind o ceremonie dedicată aceleiași divinități.

- 4 inscripții pe table de plumb. Una conține o predicție făcută de un oracol și a fost descoperită la Santa Marinella lângă Roma. Altă inscripție, găsită la Magliano, este gravată în spirală și conține o listă de ofrande către divere divinități. A treia a fost găsită în Volterra și se presupune a fi un text cu caracter ritual-magic. A patra inscripție, găsită la Campiglia Marittima, conține un blestem proferat de un libert împotriva câtorva persoane.

- Tabula cortonensis – tablă de bronz descoperită în 1992 aproape de Cortona, lângă lacul Trasimene. Inscripția este cel de-al treilea text ca lungime, după textul de la Zagreb și cărămida de la Capua. Conține 40 de rânduri și este un act notarial.

- Cartea de aur este denumirea pentru 6 tablițe susținute laolaltă de inele. Obiectul a fost găsit recent în Bulgaria și se află la Muzeul Național din Sofia. În afară de text, tablițele conțin ilustrații: un călăreț, o sirenă cu harfă. Textul este cercetat actualmente la Londra.

Din punctul de vedere al clasificării limbii etrusce, în baza cercetărilor făcute până în prezent, etrusca nu face parte din familia limbilor indo-europene. Posibilele legături cu anumite familii lingvistice sunt incerte. Se pare că etrusca se înrudea cu limba de pe insula Lemnos de dinainte de colonizarea greacă antică și cu limba retică, ipoteza fiind că etrusca făcea parte din grupul limbilor tyrsenice vorbite, în antichitate, pe insule din Marea Egee și în vestul Anatoliei.
Câteva cuvinte etrusce cu sensul elucidat definitiv:
apa = „tată”, ati = „mamă”, clan = „fiu”, seh = „fiică”, ruva = „frate”, papa = „bunic”, teta = „bunică”, puia = „soție”, neftș = „nepot”, usil = „soare”, tiur = „lună” (incl. cea calendaristică)", pulum = „stea”, avil = „an”.
numeralele cardinale: thun = „unu“, zal/esal = „doi”, ci = „trei”, șa = „patru”, mah = „cinci”, huth = „șase”, semf = „șapte”, cezp = „opt“, nurf = „nouă“, șar = „zece“, zathrum = „douăzeci“.
(Vezi mai jos: „Vezi și”)